# Осінні дзвони
«Осінні дзвони» — радянський художній фільм-казка 1978 року режисера Володимира Горіккера. Фільм знятий за мотивами казки Олександра Пушкіна «Казка про мертву царівну та про сімох богатирів».

## Сюжет
Це гарна казка про кохання і дива, що сталася в одному далекому казковому царстві. Поки цар-батько був на війні, цариця народила дочку-царівну. Але незабаром цариці не стало, і цар одружився зі злою і підступною жінкою, яка надумала згубити царівну…

## У ролях
- Ірина Алфьорова —  цариця
- Олександр Кириллов —  цар
- Людмила Дребньова —  цариця-мачуха
- Любов Чиркова-Черняєва —  царівна
- Володимир Віхров —  королевич Єлисей
- Наталія Сайко —  Чернавка
- Георгій Мартиросян —  богатир
- Валерій Черняєв —  богатир
- Олександр Андрусенко —  богатир
- Віктор Незнанов —  богатир
- Леонід Трутнєв —  богатир
- Олексій Івашов —  богатир
- Сергій Бардигін —  богатир
- Інокентій Смоктуновський — епізод, читає вірші за кадром

## Знімальна група
- Режисер — Володимир Горіккер
- Сценарій —  Олександр Володін
- Оператор —  Лев Рагозін
- Художники-постановники — А. Попов, А. Кочуров
- Звукооператор — А. Ізбуцький
- Музичне оформлення — А. Коган
- Режисер — М. Соломіна
- Монтаж — Л. Пушкіна
- Художники
  - Костюми — Л. Чекулаєва
  - Грим — К. Пустовалова, М. Бабаєва
- Редактор — Т. Протопопова
- Асистенти:
  - режисера — К. Кушнарьова, А. Колосов
  - оператора — І. Гебешт
  - майстер світла — Р. Аванесов
- Комбіновані зйомки
  - Оператор — В. Шолін
  - Художник — С. Ільтяков